# Człowiek znad Śnieżnej Rzeki
Człowiek znad Śnieżnej Rzeki − australijski western z 1982 roku na podstawie poematu Banjo Patersona.

## Obsada
- Tom Burlinson – Jim Craig
- Terence Donovan − Henry Craig
- Kirk Douglas − Harrison/Spur
- David Bradshaw − Banjo Paterson
- Sigrid Thornton − Jessica Harrison
- Jack Thompson − Clancy
- Tony Bonner − Kane
- June Jago − pani Bailey
- Chris Haywood − Curly
- Kristopher Steele − Moss

## Fabuła
Jim Craig przez pierwsze 18 lat mieszkał w górach na farmie ojca w Australii. Śmierć ojca zmusza go do wyruszenia na niziny, by znaleźć pieniądze na utrzymanie farmy. Jakby było mało kłopotów zakochuje się w córce przyjaciela ojca - bliźniaka Harrisona...

## Nagrody i nominacje
Złote Globy 1982
- Najlepszy film zagraniczny (nominacja)